# لويس كوستالس
لويس ألبرتو كوستالس كاثار (بالإسبانية: Luis Costales)‏ شاعر وفيلسوف ومعلم ومؤرخ وسياسي إكوادوري، وُلد في ريوبامبا في 24 ديسمبر عام 1926. يأتي طريق طرق الظل والشمس من أشهر أعماله. حصل كوستالس على جائزة الفن الحديث الأولى كيتو عام 1993. وتوفي في ريوبامبا في 1 فبراير عام 2006.

## بداية حياته
لويس كوستالس هو ابن لويس أرسيكو كوستالس وإستر لوسيا شيفاز. قضى كوستالس طفولته وبداية جيل المراهقة في مزارع يملكها والديه.